# Marcelo Straccia
Marcelo Fabián Straccia (nacido el 27 de junio de 1966) es un exfutbolista y entrenador argentino. Se desempeñaba como mediocampista. Actualmente dirige al CDT Real Oruro de la Primera División de Bolivia.

## Trayectoria
Nacido en Peyrano, Straccia se mudó a Rosario a temprana edad y fue egresado juvenil del Newell's Old Boys, hasta debutar en el fútbol profesional. Posteriormente jugó por clubes como a Racing de Córdoba, Argentino de Rosario, Alianza Atlético, Belgrano, Independiente Rivadavia y Rivadavia de Necochea antes de retirarse.
Tras dejar de jugar en las canchas, Straccia trabajó como entrenador juvenil en su primer club, Newell's, siendo también asistente de Julio Zamora en el plantel principal en 2002. También trabajó con Marcelo Bielsa en la Copa Mundial de la FIFA 2002, como coordinador de los jugadores "sparring".
La primera experiencia directiva de Straccia se produjo en 2003, estando a cargo del San Martín de San Juan de Primera B Nacional hasta 2004. Posteriormente trabajó como auxiliar en Belgrano y Juventud Antoniana, siendo posteriormente directivo de Gimnasia y Esgrima (CdU), Atlético Paz, Argentino de Rosario,  Almagro   y Atlético Sanford .
En 2012, Straccia se reencontró con Zamora luego de ser su asistente en el FBC Melgar peruano. El 3 de enero de 2013, tras la marcha de Zamora, pasó a ser director técnico del club,  pero renunció el 10 de marzo tras malos resultados. 
Straccia regresó a su país de origen con el Deportivo Merlo en diciembre de 2013, pero se fue de mutuo acuerdo el 28 de octubre de 2014  En junio de 2015, luego de un breve paso por Juventud Unida,   reemplazó a Christian Gómez al frente de Macará en Ecuador.
Straccia salió de Macará en diciembre de 2015 y regresó a Merlo el 5 de mayo de 2016.  Fue despedido el 3 de noviembre  y asumió Colegiales el 24 de abril de 2017 
Despedido de Colegiales el 10 de febrero de 2018,  Straccia se reincorporó a Merlo para un tercer período el 22 de octubre.  Fue despedido por este último el 20 de noviembre de 2019,  y fue nombrado entrenador de Independiente Rivadavia el 13 de julio de 2020. 
Straccia dimitió de Independiente el 3 de marzo de 2021,  y fue nombrado director del club griego Apollon Larissa en junio.  Fue relevado de sus funciones el 16 de diciembre  y tomó las riendas del Círculo Deportivo de Comandante Nicanor Otamendi de regreso a su país de origen el 28 de julio de 2022. 
Straccia dejó Círculo el 22 de diciembre de 2022,  y acordó convertirse en entrenador de Fénix para la temporada 2024 el 12 de octubre de 2023.  El 9 de noviembre, sin embargo, fue nombrado entrenador del Libertad Gran Mamoré de la Primera División de Bolivia . 

## Clubes

### Como jugador
| Club                    | País      | Año       |
| ----------------------- | --------- | --------- |
| Newell's Old Boys       | Argentina | 1985-1991 |
| Racing de Córdoba       | Argentina | 1991-1992 |
| Argentino de Rosario    | Argentina | 1992-1993 |
| Alianza Atlético        | Perú      | 1994-1995 |
| Belgrano                | Argentina | 1996      |
| Independiente Rivadavia | Argentina | 1997-1998 |

### Como entrenador
| Club                             | País      | Temporada         |
| -------------------------------- | --------- | ----------------- |
| San Martín de San Juan           | Argentina | 2003 - 2004       |
| Juventud Antoniana               | Argentina | 2006              |
| Gimnasia y Esgrima de Concepción | Argentina | 2006 - 2007       |
| Argentino de Rosario             | Argentina | 2008 - 2009       |
| Almagro                          | Argentina | 2010              |
| F. B. C. Melgar                  | Perú      | 2013              |
| Deportivo Merlo                  | Argentina | 2014              |
| Juventud Unida (Gualeguaychú)    | Argentina | 2015              |
| Macará                           | Ecuador   | 2015              |
| Atlético Colegiales              | Argentina | 2017 - 2018       |
| Deportivo Merlo                  | Argentina | 2018 - 2019       |
| Independiente Rivadavia          | Argentina | 2020              |
| Apollon Larissa                  | Grecia    | 2021              |
| Libertad Gran Mamoré             | Bolivia   | 2023              |
| Real Santa Cruz                  | Bolivia   | 2024              |
| Real Oruro                       | Bolivia   | 2025              |
| Guabirá                          | Bolivia   | 2025 - Actualidad |